# Cerro Pe
El Cerro Pe es un montículo de poca elevación situado en el Departamento Central, República del Paraguay, en la jurisdicción del municipio de Nueva Italia (Paraguay). Pertenece al grupo de cerros del Ybytypanemá. Su pico es de solamente 138 metros sobre el nivel del mar; similar al Cerro Lambaré.
Su acceso a tres kilómetros del centro de la Colonia Nueva Italia por la ruta terraplenada que conduce a Carapeguá. Al llegar a ese punto, se gira en dirección sur unos seis kilómetros aproximadamente. Este pico está distanciado del Cerro Ñu a 1,6 kilómetros. Se ubica en las coordenadas 25°39′44″S 57°26′22″O / -25.66222, -57.43944.